# Novembre 1988

## Évènements
- L'ONU crée le Groupe intergouvernemental sur l'évolution du climat (Giec), chargé de faire une synthèse des études scientifiques sur le réchauffement climatique.

- 9 novembre : George H. W. Bush élu président des États-Unis avec 54 % des suffrages, 426 mandats électoraux sur 538, succès dans 40 États sur 50, tandis que son rival Michael Dukakis n'obtenait que 46 % des voix. Les démocrates, s'ils n'ont pas gagné la Maison-Blanche, ont minimisé sur le Congrès, où ils sont majoritaires dans les deux Chambres.

- 13 novembre (Formule 1) : Grand Prix automobile d'Australie.

- 15 novembre : 
  - réuni à Alger, le Conseil national palestinien adopte lors de sa dix-neuvième session une déclaration d’indépendance[1].
  - Décollage de la navette spatiale soviétique Bourane lancée en orbite par une fusée Energia. Ce vol automatique fut le seul vol de la navette spatiale soviétique.

- 21 novembre : le corps de l'actrice française Pauline Lafont est retrouvé, plus de trois mois après sa disparition lors d'une randonnée en solitaire dans les Cévennes. Elle avait 25 ans.

- 25 novembre : au Québec, à 18 h 46 (HNE) se produit un séisme de magnitude 6,1 sur l'échelle de Richter. Son épicentre est situé dans la Réserve faunique des Laurentides à 35 km au sud de Chicoutimi, près de Laterrière. La secousse a été ressentie de Washington D.C. au Poste de la baleine, de Halifax à l'est jusqu'à Thunder Bay et en Illinois.

## Naissances
- 1er novembre : Kakwenza Rukirabashaija, romancier ougandais.
- 7 novembre : Élena Mousikoú, archère chypriote
- 13 novembre 1988 : Billel Bouldieb, un footballeur algérien
- 15 novembre  : 
  - Morgan Parra, rugbyman français.
  - B.o.B, chanteur américain de Rap.
- 18 novembre : Sasan Yafte, chanteur iranien.
- 19 novembre : Claire Fauvel, dessinatrice de bande dessinée.
- 24 novembre : Ayem Nour, animatrice de télévision française.
- 28 novembre : Joe Cole, acteur britannique.

## Décès
- 8 novembre : François Pluchart, 51 ans, écrivain, journaliste et critique d'art français, spécialiste de l'art contemporain (° 5 août 1937).
- 9 novembre : Mario Nasalli Rocca di Corneliano, cardinal italien de la Curie romaine (° 12 août 1903).